# Ilm (Saale)
Die Ilm ist ein linker Nebenfluss der Saale in Thüringen. Sie ist über den laut TLUG nominellen Quellbach Lengwitz 134,2 km, über den Freibach 134,9 km lang und entwässert ein Einzugsgebiet von 1043 km² im mittleren Thüringen, zu minimalen Anteilen auch im südlichen Sachsen-Anhalt.
Die Ilm entspringt im Thüringer Wald südwestlich Ilmenaus, fließt anschließend durch eine stark verkarstete Region, in der Teile ihres Wassers versickern und durch Springe anderen Nebenflüssen der Saale zufließen, über Weimar und Apolda bis zur Landesgrenze zu Sachsen-Anhalt, wo sie in die Saale einmündet. Die Ilm ist nach Saale, Werra und Unstrut der viertlängste Fluss in Thüringen und der viertlängste Nebenfluss der Saale. Sie ist jedoch der längste Fluss, der komplett, also von der Quelle bis zur Mündung, auf Thüringer Gebiet fließt.
Im gesamten Einzugsgebiet der Ilm gibt es keine größeren Talsperren; größter Stausee ist der gerade einmal 42 ha große Speicher Hohenfelden im Tannrodaer Waldland nordwestlich von Kranichfeld. Am Unterlauf um Bad Sulza werden an den Hängen des Ilmtals Saale-Unstrut-Weine angebaut. Kulturgeschichtlich ist die Ilm als Fluss durch Weimar bedeutsam, so inspirierte sie dortige Künstler wie etwa Johann Wolfgang von Goethe und fand Einzug in deren Werk.

## Name
Das Gewässer wird im Jahr 968 (Ilmena) erstmals urkundlich erwähnt. Der Name leitet sich von althochdeutsch elm ‚Ulme‘ und einem -ina-Suffix ab.

## Verlauf

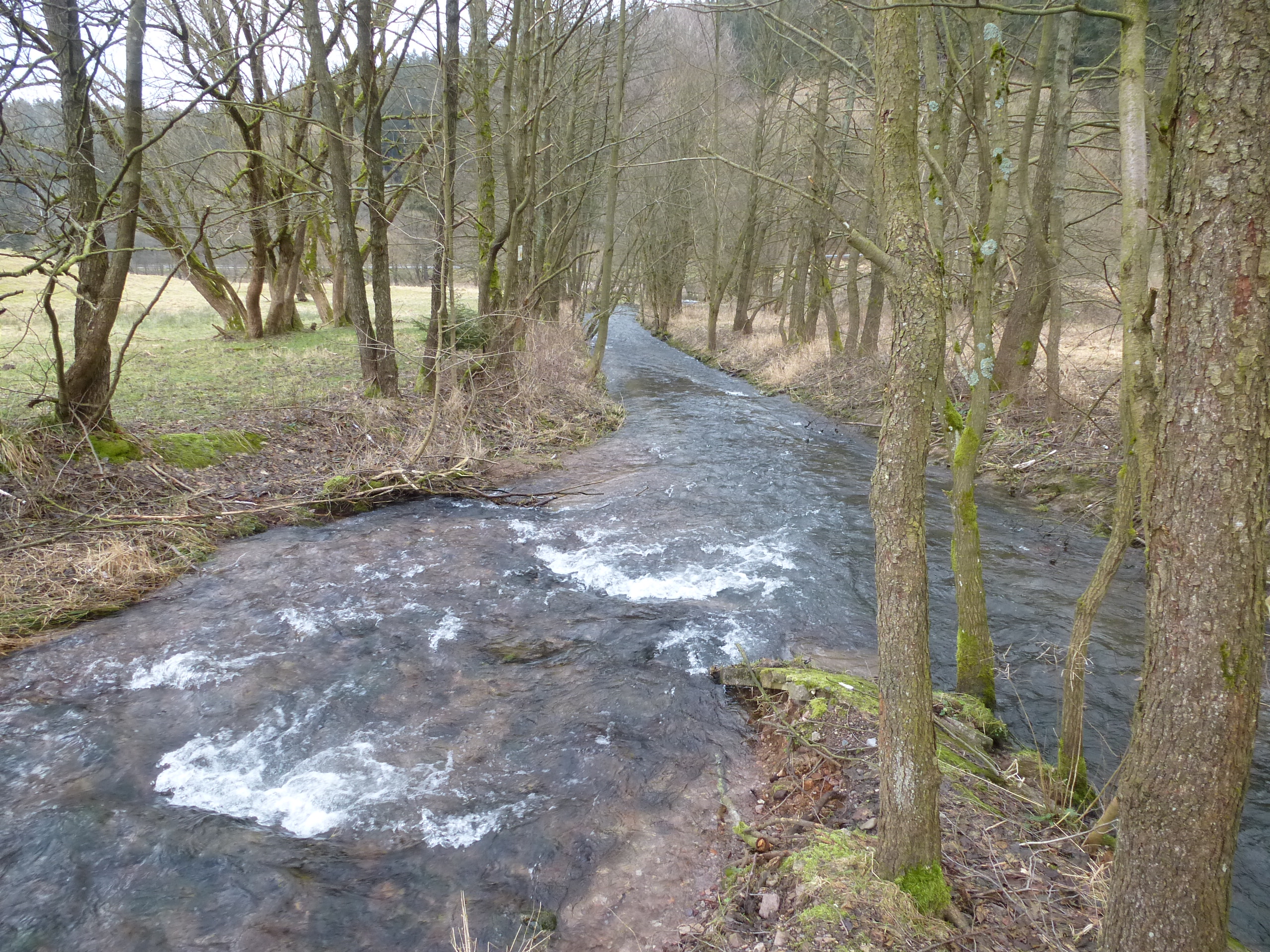
Entstehung der Ilm aus Freibach und Lengwitz

Die Ilm hat maßgeblich die Landschaft geprägt und verläuft auf ihrer gesamten Länge in einem deutlich ins Relief eingegrabenen Tal. Der Fluss durchfließt den Ilm-Kreis und den Landkreis Weimarer Land sowie die kreisfreie Stadt Weimar. Bei Großheringen nördlich von Bad Sulza mündet er in die Saale. In ihrem Lauf durchquert die Ilm vom Thüringer Wald bis zur Saale-Unstrut-Region die unterschiedlichsten Landschaften. Dabei zertalt sie in ihrem Mittellauf zwischen Stadtilm und Weimar auf einer Länge von über 50 km die Ilm-Saale-Platte.

### Quellbäche
Die nominelle Ilm beginnt ihren Lauf am Nordhang des Thüringer Waldes nördlich von Stützerbach im Ilm-Kreis, dem sie seinen Namen gab, bei 575 m über dem Meeresspiegel. Hier befindet sich der Zusammenfluss der drei, gemeinhin als Quellbäche der Ilm bezeichneten Flüsse Lengwitz, Freibach und Taubach, die südlich von Stützerbach am Kamm des Gebirges unweit des Rennsteigs entspringen. Der längste Quellbach ist mit 6,5 km der Freibach, der an der Schmücke entspringt, während die 5,8 km lange Lengwitz mit Quelle bei Allzunah die Fließrichtung mit der Ilm gemein hat und der 3,8 km lange Taubach im Ilmbrunnen (auch als Ilmquelle bezeichnet) unterhalb des Großen Finsterbergs entspringt.

### Oberlauf

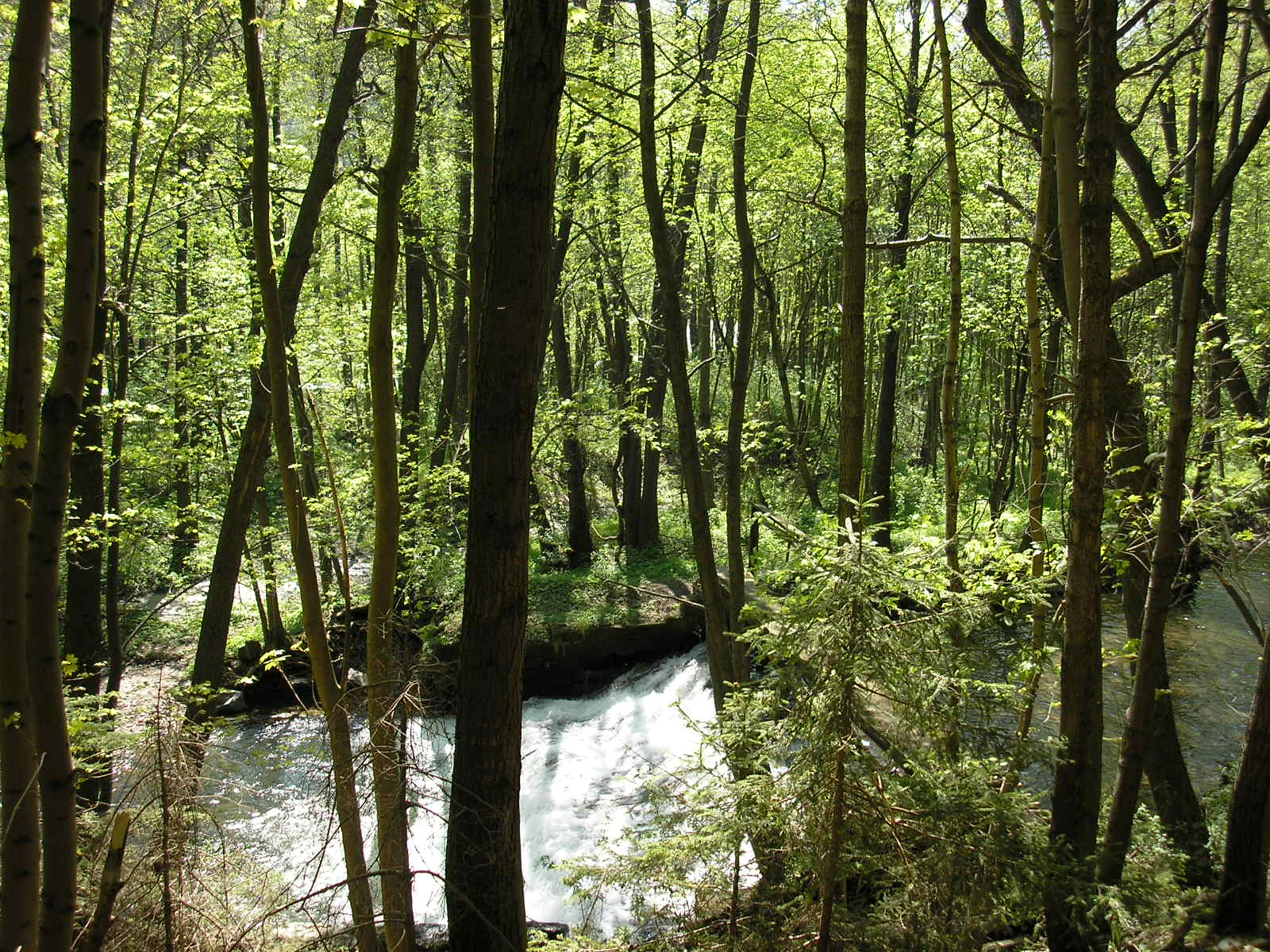
Im Ilm-Auwald bei Langewiesen

Die Ilm fließt zunächst durch den Meyersgrund nach Norden bis nach Manebach, wo sie nach Osten umschwenkt und durch den Manebacher Grund nach Ilmenau verläuft. Dieser erste Teil des Flusslaufs ist relativ unreguliert, rechts und links der Ilm befinden sich Auflächen, die bei Hochwasser überflutet werden. In Ilmenau formt die Ilm einen breiteren Talkessel, in dem sich die Stadt am Übergang vom Thüringer Wald zu seinem (Paulinzellaer) Vorland erstreckt. Hier ist die Ilm begradigt und in ein tief ausgeschachtetes Bett verlegt. Am Grenzhammer im Osten der Stadt mündet die Schorte als erster größerer Nebenfluss ein. Dort durchbricht die Ilm zwischen dem Ehrenberg im Norden und dem Tragberg im Süden ein letztes Mal das Grundgebirge des Thüringer Waldes und tritt durch den Ilm-Auwald aus dem Ilmenauer Talkessel aus in Richtung Südosten nach Langewiesen. Kurz hinter Langewiesen wird das breite Tal von der 1681 Meter langen Ilmtalbrücke der Schnellfahrstrecke Nürnberg–Erfurt überspannt. Sie ist die längste Brücke Thüringens.
Nach einer Richtungsänderung nach Nordosten hin vergrößert sich mit der Einmündung der Wohlrose von rechts auf 415,6 m ü. NHN nach 23,7 Kilometern Fließstrecke (inkl. Lengwitz) das Einzugsgebiet der Ilm von 96,7 km² um gut 60 % auf 157,2 km². Die Wasseraufnahme aus dem Thüringer Wald ist abgeschlossen und der Abfluss steigt fortan deutlich langsamer.

### Oberer Mittellauf

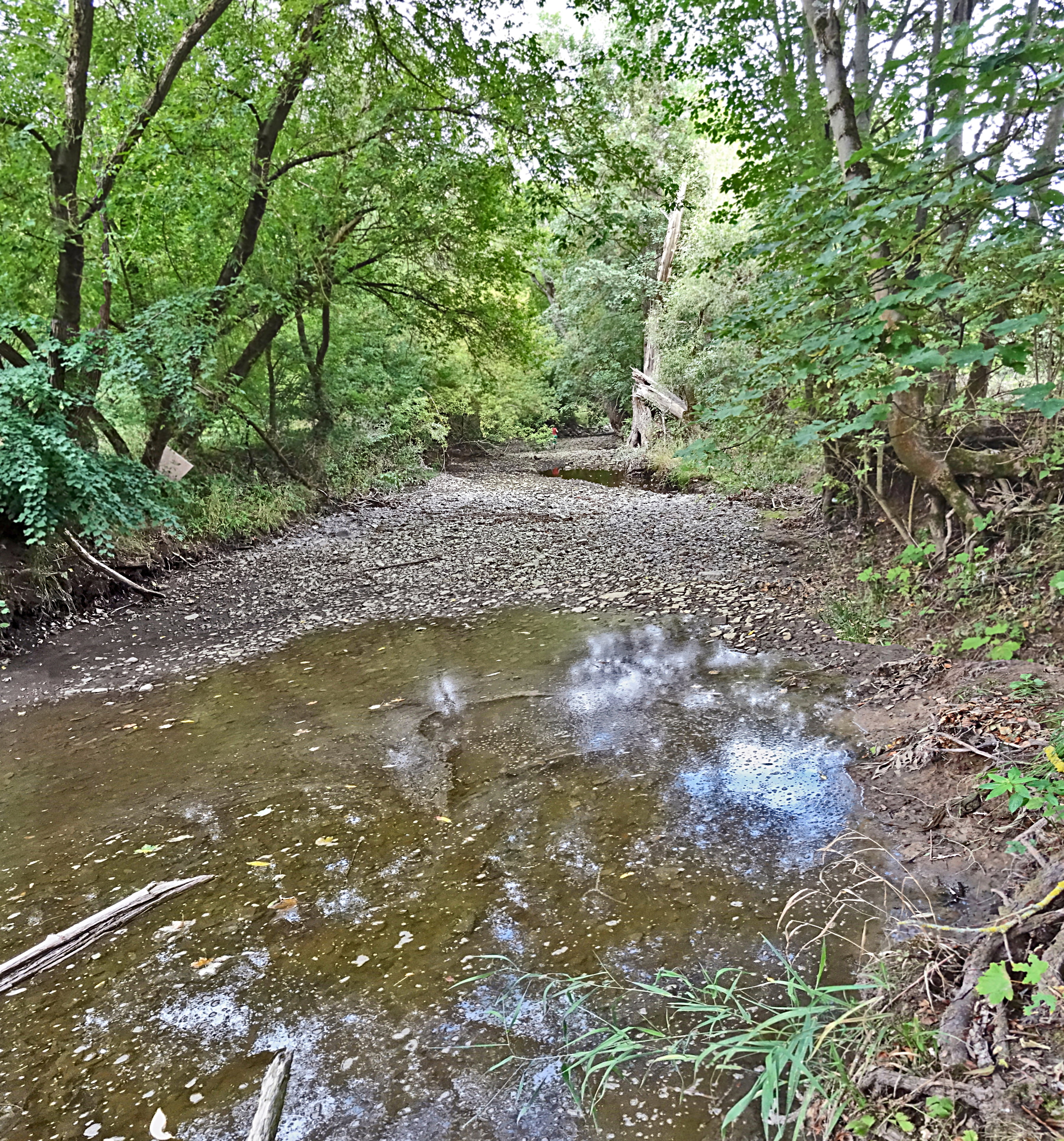
Vollständige Versickerung nördlich Dienstedt 2022

Im nunmehr nach Nordosten ausgerichteten Verlauf durch den Buntsandstein des Paulinzellaer Vorlandes durchfließt die Ilm Gräfinau-Angstedt mit Gräfinau auf der linken und Angstedt auf der rechten Flussseite. Es folgen Cottendorf links und Dörnfeld rechts der Ilm sowie der Singer Berg (548 m) auf der rechten Ilmseite. Der Fluss tritt in die verkarstete und trockenen Muschelkalk-Formation der Ilm-Saale-Platte ein, die von ihrem Zeugenberg Singer Berg überragt wird, jedoch auch in ihrem südlichen Kerngebiet rechts der Ilm immerhin Höhen bis 548 m (Großer Kalmberg) erreicht und damit den Flusslauf um etwa 220 m überragt.
Hinter Griesheim wird mit der Einmündung der Deube von rechts im Stadtteil Oberilm Stadtilm, die fünftgrößte Stadt im Ilmtal, mit einem großen Eisenbahnviadukt der Bahnstrecke Arnstadt–Saalfeld erreicht. In diesem Bereich bis Kleinhettstedt, Großhettstedt und Dienstedt wechseln offene und bewaldete Landschaften ab. Der Fluss verliert viel Wasser an den verkarsteten Untergrund, das im Oberwillinger Spring und im Remdaer Spring wieder zu Tage tritt. In trockenen Sommern kann die Ilm in diesem Bereich stellenweise komplett versickern, so etwa um Kranichfeld in den Jahren 2003 und 2016. In Dienstedt befindet sich darüber hinaus eine Karsthöhle.

### Tannrodaer Waldland und Durchbruchstal zwischen Bad Berka und Mellingen

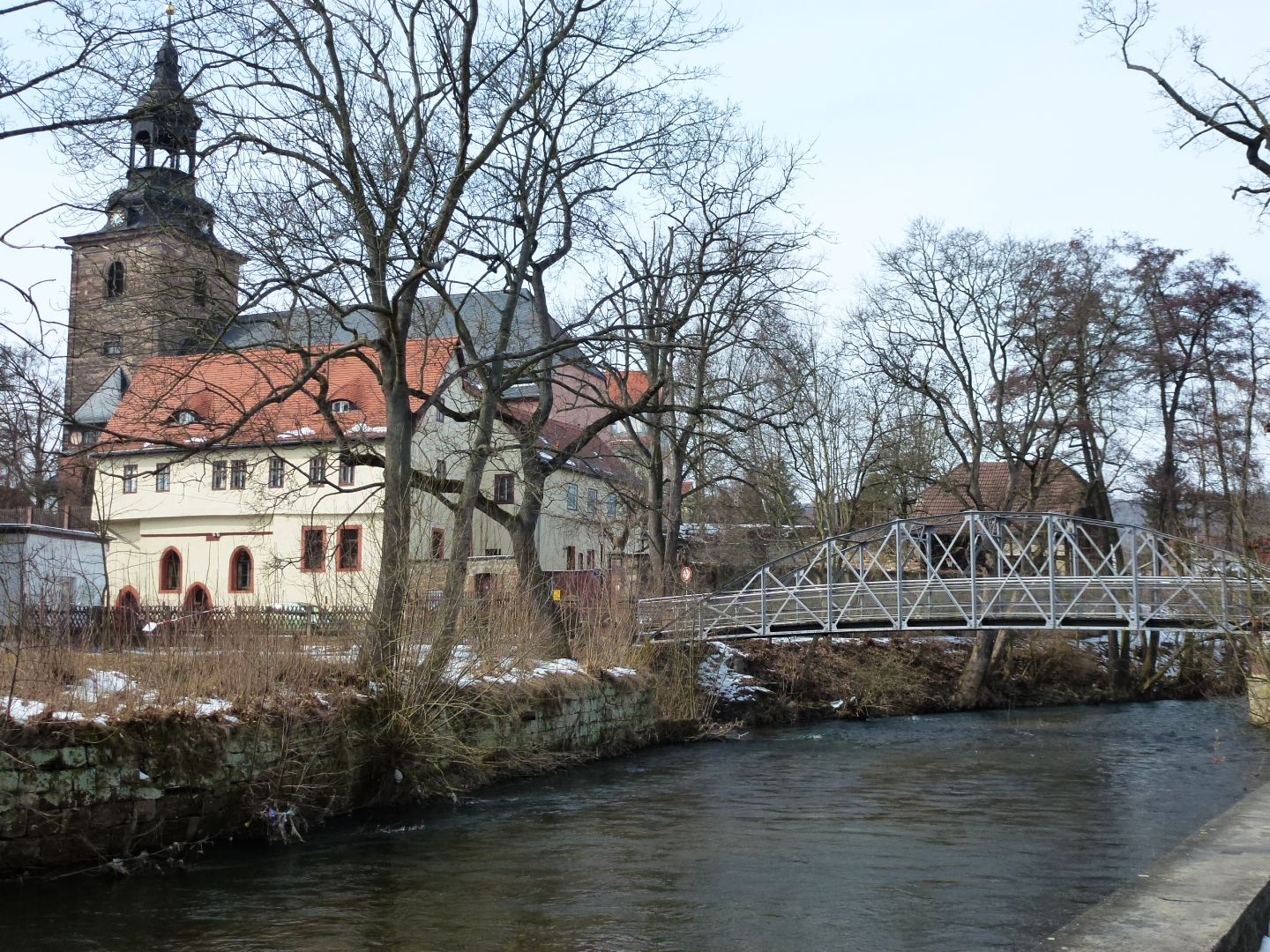
Ilm in Bad Berka

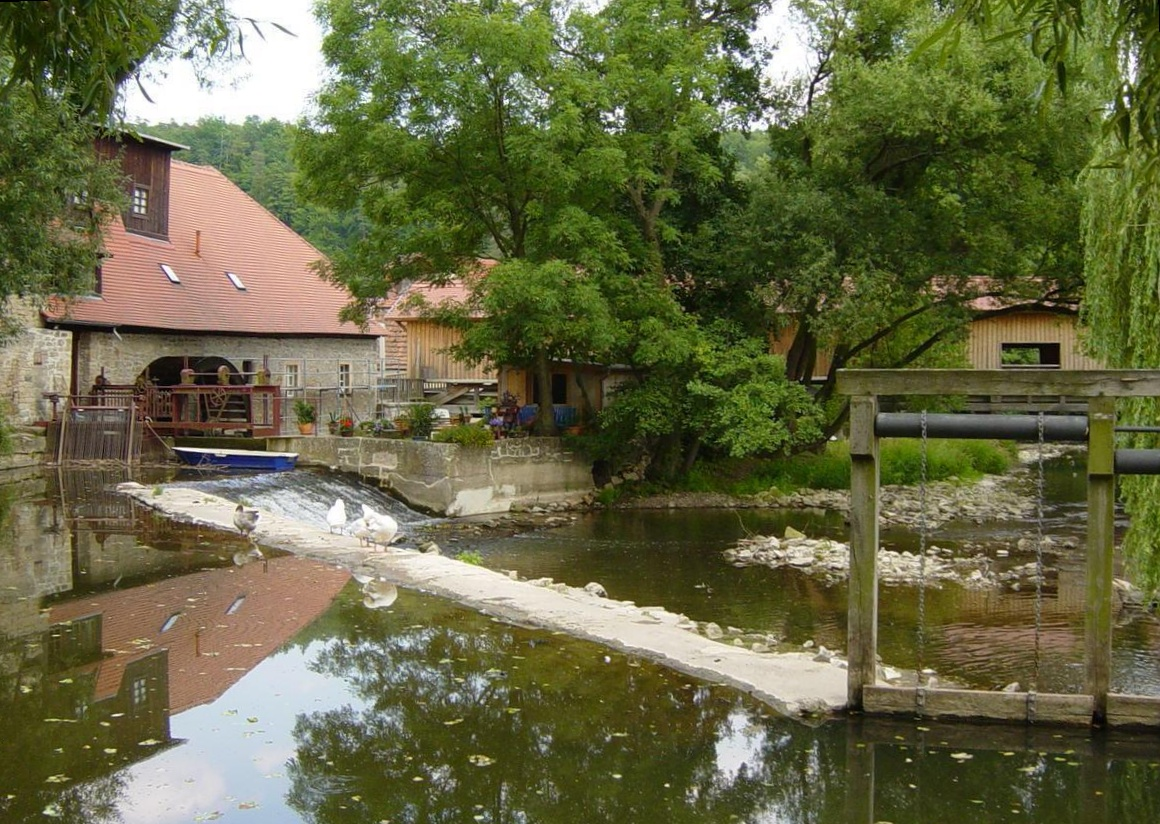
Wassermühle an der Ilm in Buchfart

In Kranichfeld erfährt die Ilm nach 54,6 km Fließstrecke (inkl. Lengwitz) auf einer Höhe von knapp 300 m ü. NHN eine Richtungsänderung von Nordnordost nach Ostnordost. Hier wird der Muschelkalk der Ilm-Saale-Platte durch das Buntsandstein-Fenster des Tannrodaer Waldlandes unterbrochen. Dieses Fenster zieht sich bachaufwärts entlang der Bäche Krummbach, Tonndorfbach und Steingraben linksseitig nach Westen sowie Schwarza, Dammbach und Klingelbach rechtsseitig nach Osten. Zwischen den Bachtälern erreichen die bewaldeten Buntsandsteinrücken Höhen bis 429 m (Vogelherd im Osten), werden jedoch von den Muschelkalk-Randhöhen wie dem Riechheimer Berg (513 m) im Westen, zu denen das Gelände in einer Schichtstufe schroff ansteigt, deutlich überragt.
Nach der Einmündung des Krummbaches unterhalb Kranichfelds liegen an den Einmündungen der Seitentäler die Orte Tannroda (Schwarza), München (Tonndorfbach) und Bad Berka (Klingelbach und Steingraben). Ab Tannroda verläuft die Ilm wieder in Nordnordost-Richtung, in der sie das Tannrodaer Waldland unterhalb Bad Berkas verlässt.
Mit dem Wiedererreichen des Muschelkalks ändert sich der Charakter des Ilmtals deutlich. In einem canyonartigen, windungsreichen Durchbruchstal durch Kalksteinklippen zieht sich der Fluss in ostnordöstliche Richtung über Hetschburg (Einmündung des Hengstbaches von links), Buchfart und Oettern.

### Magdalaer Graben bis Weimar

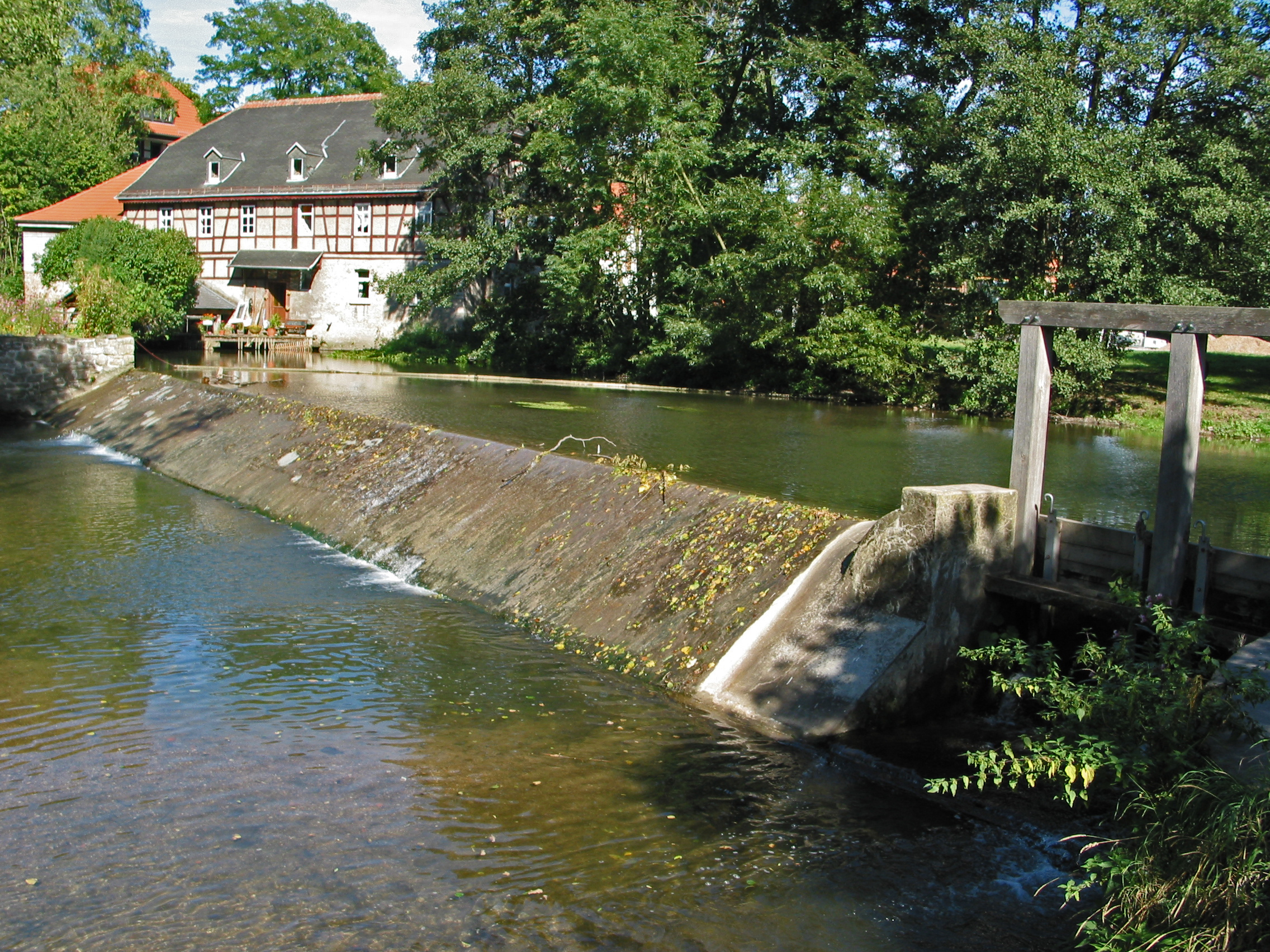
Ilm an der Wassermühle Taubach

Bei Mellingen und unmittelbar nach der Überquerung durch die Bundesautobahn 4 trifft die Ilm auf die Kreuzung zweier bedeutender Störungszonen. Die den Lauf der Ilm nach Nordosten bis Apolda verlängernde Apoldaer Störungszone trifft stumpfwinklig auf die von Magdala im Südosten kommende Magdalaer Störungszone. Aus der letztgenannten fließt der Ilm nach 78,3 km Fließstrecke (inkl. Lengwitz) auf ca. 215 m ü. NHN von rechts die Magdel zu, deren Fließrichtung nach Nordwesten sie in einem nunmehr deutlich verbreiterten Tal übernimmt; aus Richtung der Apoldaer Störungszone mündet, ebenfalls von rechts, der Lehnstedter Bach ein.
Von Mellingen bis zum Weimarer Stadtschloss ist das Ilmtal nahezu durchgängig unbebaut. Unterhalb von Taubach, Ehringsdorf und Oberweimar beginnt der Park an der Ilm, der zum UNESCO-Welterbe Klassisches Weimar zählt. Hier ist der Flusslauf gestaltet und in den englischen Landschaftsgarten integriert. Die Weimarer Altstadt liegt auf dem Westufer der Ilm, aus ihr münden von links der Asbach und vor seiner Umlegung in den 1920er Jahren auch der Lottenbach ein.
Mit dem Zufließen des Asbachs nach 88,3 km Fließstrecke (inkl. Lengwitz) auf etwa 215 m ü. NHN erfährt der Fluss seine letzte Hauptfließrichtungsänderung in Richtung Nordost.

### Unterlauf

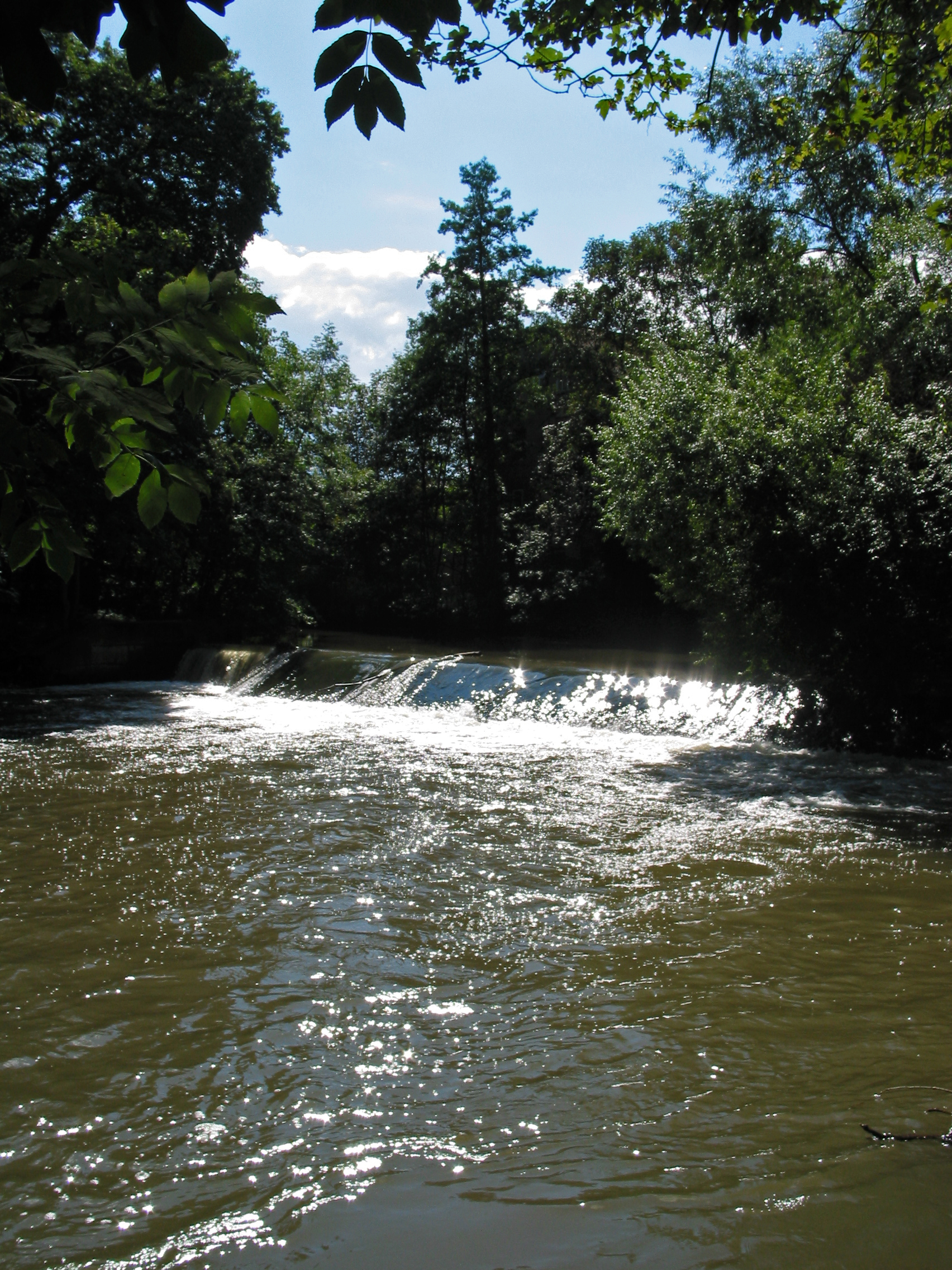
Ilm-Wehr in Weimar

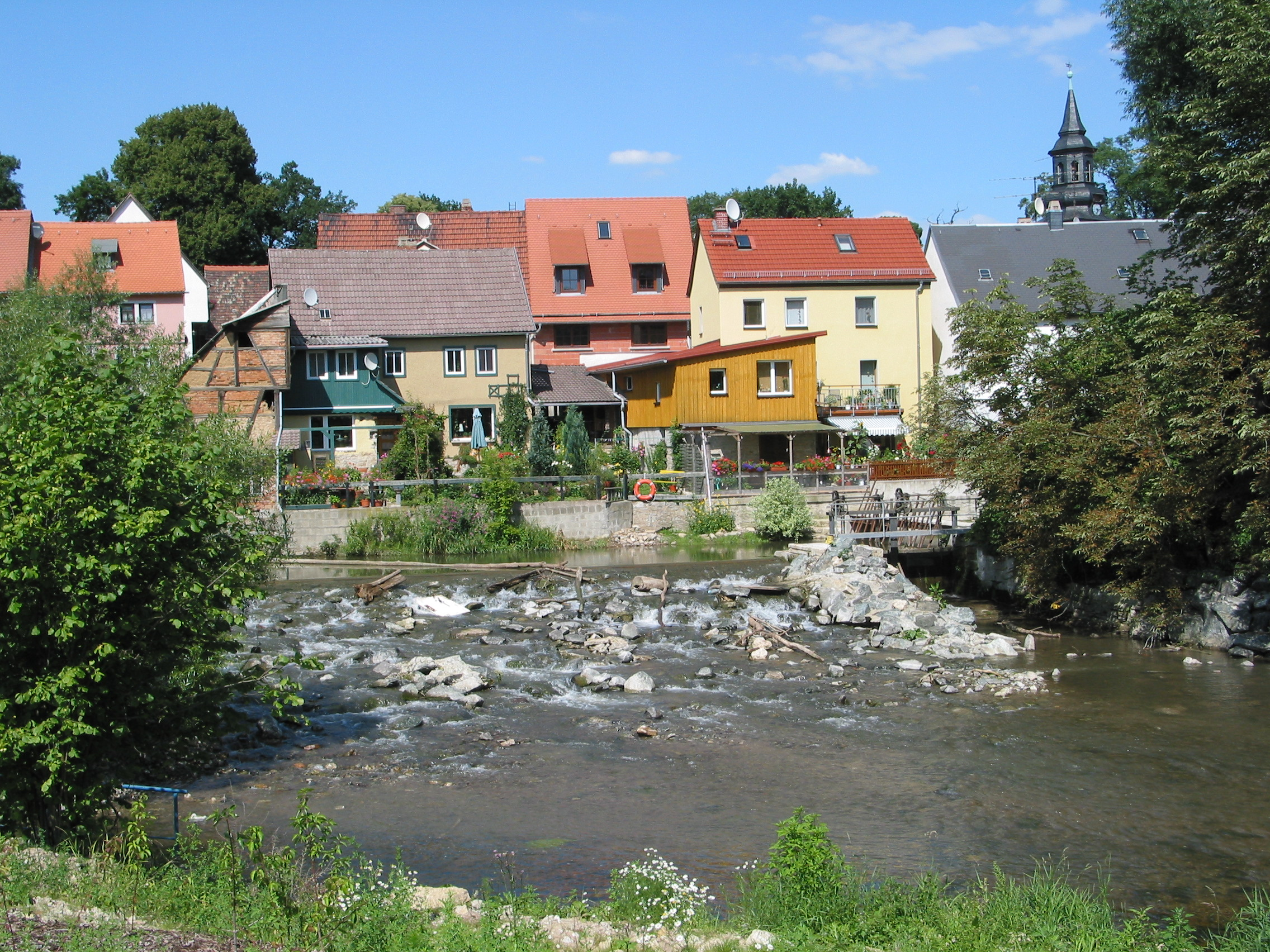
Die Ilm vor den Häusern Tiefurts

Ab der Richtungsänderung in Weimar stellt die nunmehr durch eine offene, kaum bewaldete Landschaft gen Nordosten mäandernde Ilm einen Randfluss des Thüringer Beckens dar. Gleich zu Beginn dieses letzten Abschnitts wird sie von einem weiteren großen Eisenbahnviadukt, dem der Bahnstrecke Weimar–Gera, überquert.
In Tiefurt hinter Weimar befindet sich ein weiteres Schloss an der Ilm, wo sie ebenfalls in einen englischen Landschaftsgarten integriert ist. Es folgen Kromsdorf, bestehend aus Großkromsdorf links und Kleinkromsdorf rechts der Ilm, sowie anschließend Denstedt, Ulrichshalben, Oßmannstedt und Oberroßla, wo die Ilm ins Stadtgebiet von Apolda eintritt. Die Stadt selbst liegt hinter einem Hügel im östlichen Seitental des Herressener Baches, der der Apoldaer Störungszone folgend spitzwinkelig unterhalb der Stadt einmündet. Dennoch ist auch das Tal der Ilm in diesem Bereich dicht besiedelt. Es folgen kurz aufeinander Niederroßla, Zottelstedt, wo der „Pfiffelbach“ am Ortsrand in die Ilm einfließt, Mattstedt, Nauendorf, wo der Herressener Bach aus Apolda einmündet, Wickerstedt, Flurstedt, Obertrebra, Niedertrebra, Eberstedt und Darnstedt.
Die letzte Stadt im Tal der Ilm ist Bad Sulza, ein Solebad, hinter dem sich das Tal der Ilm verengt und tief in das Relief eingräbt. Bedingt durch diese Lage mit ihrem Lokalklima ist der Weinbau auf den nach Südosten ausgerichteten Hängen möglich. Unmittelbar unterhalb der Stadt mündet von links im Emsenbach der das mit Abstand größte Einzugsgebiet entwässernde Nebenfluss. Der Emsenbach ist auch das einzige Fließgewässer im ansonsten ganz innerthüringischen Flusssystem der Ilm, das auch Teile Sachsen-Anhalts entwässert.
Unterhalb von Großheringen mündet die Ilm nach 134 km auf einer Höhe von knapp 120 m ü. NHN von links in die Saale ein, die hier einen Bogen vollzieht und der Richtung des Tals der Ilm nach Nordosten folgt. Wegen ihres Landschaftsbildes und milden Klimas wird die Gegend an der Mündung der Ilm auch als Thüringer Toskana bezeichnet. Die Mündung der Ilm in die Saale liegt auf der Landesgrenze zwischen Thüringen und Sachsen-Anhalt, wobei die Ilm der längste ausschließlich in Thüringen verlaufende Fluss ist.

## Nebenflüsse
In der folgenden Tabelle werden die Nebenflüsse der Ilm aufgelistet, darunter alle mit einem Einzugsgebiet von mehr als 10 km². Einzugsgebietsgrößen ohne Nachkommastellen stellen Schätzungen dar (siehe Fußnoten); die angegebenen Längen entsprechen Messungen über entsprechende Geopfade.
| Nebenfluss                     | Zufluss- seite | Länge [km] | Einzugs- gebiet [km²] | Mündungs- höhe [m ü. NN] | Mündung bei          | DGKZ    |
| ------------------------------ | -------------- | ---------- | --------------------- | ------------------------ | -------------------- | ------- |
| Lengwitz                       | Quellbach      | 5,8        | 0010,0                | 577                      | Stützerbach          | 5638-1? |
| Taubach                        | Quellbach      | 3,8        | 0000,0                | 580                      | Stützerbach          | 5638-1? |
| Freibach                       | Quellbach      | 6,5        | 0010,0                | 577                      | Stützerbach          | 5638-1? |
| Langebach                      | rechts         | 2,8        |                       |                          | Manebach             | 5638-1? |
| Moosbach                       | links          | 2,2        |                       |                          | Manebach             | 5638-1? |
| Gabelbach                      | rechts         | 3,4        |                       | 480                      | Ilmenau              | 5638-1? |
| Rottenbach                     | links          | 4,2        |                       |                          | Ilmenau              | 5638-1? |
| Schorte                        | rechts         | 9,6        | 0018,0                |                          | Ilmenau              | 5638-1? |
| Rittersbach                    | rechts         | 2,9        |                       |                          | Langewiesen          | 5638-1? |
| Burkersteich-/Herrenteich-Bach | links          | 3,2        |                       |                          | Langewiesen          | 5638-1? |
| Lohme                          | rechts         | 5,3        |                       | 431                      | Langewiesen          | 5638-1? |
| Wohlrose                       | rechts         | 17,7       | 0057,2                | 416                      | Gräfinau-Angstedt    | 5638-2  |
| Wümbach                        | links          | 3,5        |                       | 409                      | Gräfinau-Angstedt    | 5638-3? |
| Sorger Bach                    | rechts         | 5,2        | 0010,0                |                          | Gräfinau-Angstedt    | 5638-3? |
| Singer Bach                    | rechts         | 3,5        |                       |                          | Dörnfeld an der Ilm  | 5638-3? |
| Humbach                        | links          | 5,9        |                       | 382                      | Cottendorf           | 5638-3? |
| Hauptgraben                    | links          | 2,6        |                       |                          | Griesheim            | 5638-3? |
| Deube                          | rechts         | 9,1        | 0024,0                | 360                      | Stadtilm             | 5638-3? |
| Deeschbach                     | rechts         | 4,0        |                       |                          | Kleinhettstedt       | 5638-3? |
| Oesteröder Graben              | rechts         | 3,7        |                       |                          | Dienstedt            | 5638-3? |
| Mettbach                       | links          | 6,6        | 0011,0                |                          | Dienstedt            | 5638-3? |
| Krummbach                      | links          | 7,7        | 0019,0                |                          | Kranichfeld          | 5638-3? |
| Schwarza                       | rechts         | 13,4       | 0051,9                | 285                      | Tannroda             | 5638-4  |
| Tonndorfbach                   | links          | 11,6       | 0028,0                | 280                      | München              | 5638-5? |
| Dammbach                       | rechts         | 7,2        |                       |                          | Bad Berka            | 5638-5? |
| Klingelbach                    | rechts         | 4,6        |                       |                          | Bad Berka            | 5638-5? |
| Steingraben                    | links          | 4,1        | 0010,0                |                          | Bad Berka            | 5638-5? |
| Hengstbach/Hengstgraben        | links          | 8,9        | 0027,0                |                          | Hetschburg           | 5638-5? |
| Magdel                         | rechts         | 13,1       | 0062,4                | 230                      | Mellingen            | 5638-6  |
| Lehnstedter Bach               | rechts         | 8,2        | 0016,0                |                          | Mellingen            | 5638-7? |
| Possenbach                     | links          | 3,9        |                       |                          | Taubach              | 5638-7? |
| Papierbach                     | rechts         |            |                       |                          | Oberweimar           | 5638-7? |
| Lottenbach                     | links          | 5,1        | 0013,0                |                          | Weimar               | 5638-7? |
| Asbach                         | links          | 6,0        | 0010,0                |                          | Weimar               | 5638-7? |
| Dürrer Bach                    | links          | 3,7        |                       |                          | Tiefurt              | 5638-7? |
| Erlgraben                      | rechts         | 4,8        | 0010,0                |                          | Denstedt             | 5638-7? |
| Alandgraben                    | rechts         | 3,0        |                       |                          | Ulrichshalben        | 5638-7? |
| Pfiffelbach                    | links          | 8,1        | 0019,0                |                          | Zottelstedt          | 5638-7? |
| Herressener Bach/Sulzbach      | rechts         | 14,0       | 0061,6                | 148                      | Nauendorf            | 5638-8  |
| Utenbach                       | rechts         | 8,9        | 0017,0                |                          | Flurstedt            | 5638-9? |
| Keligraben                     | rechts         | 3,7        |                       |                          | Niedertrebra         | 5438-9? |
| Weidenangerbach                | rechts         | 2,5        |                       |                          | unterh. Niedertrebra | 5638-9? |
| Brühlbach                      | rechts         | 2,4        |                       |                          | oberh. Bad Sulza     | 5638-9? |
| Emsenbach                      | links          | 15,5       | 0096,0                |                          | unterh. Bad Sulza    | 5638-9? |

## Biologie

### Ökologie

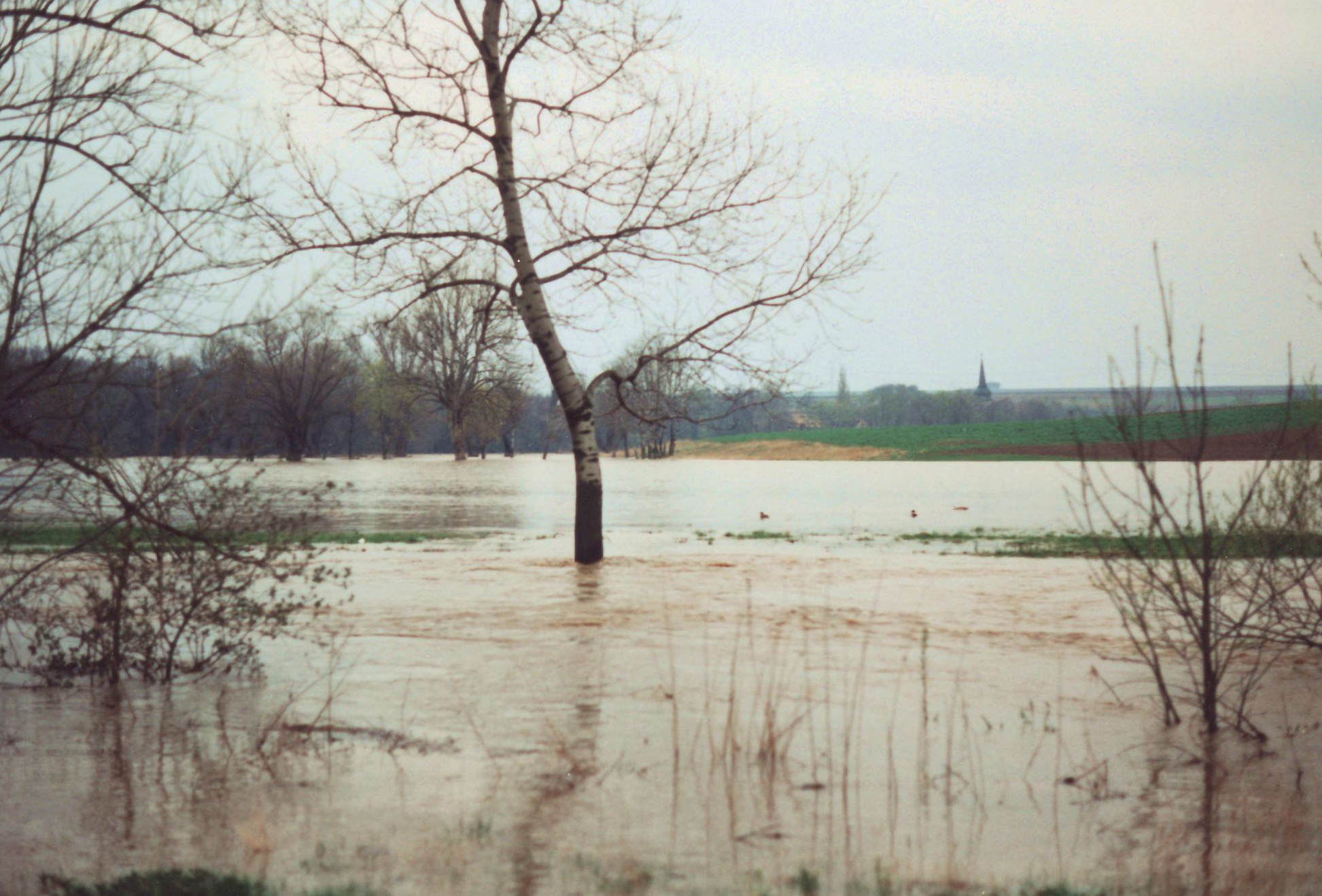
Ilmhochwasser im April 1994

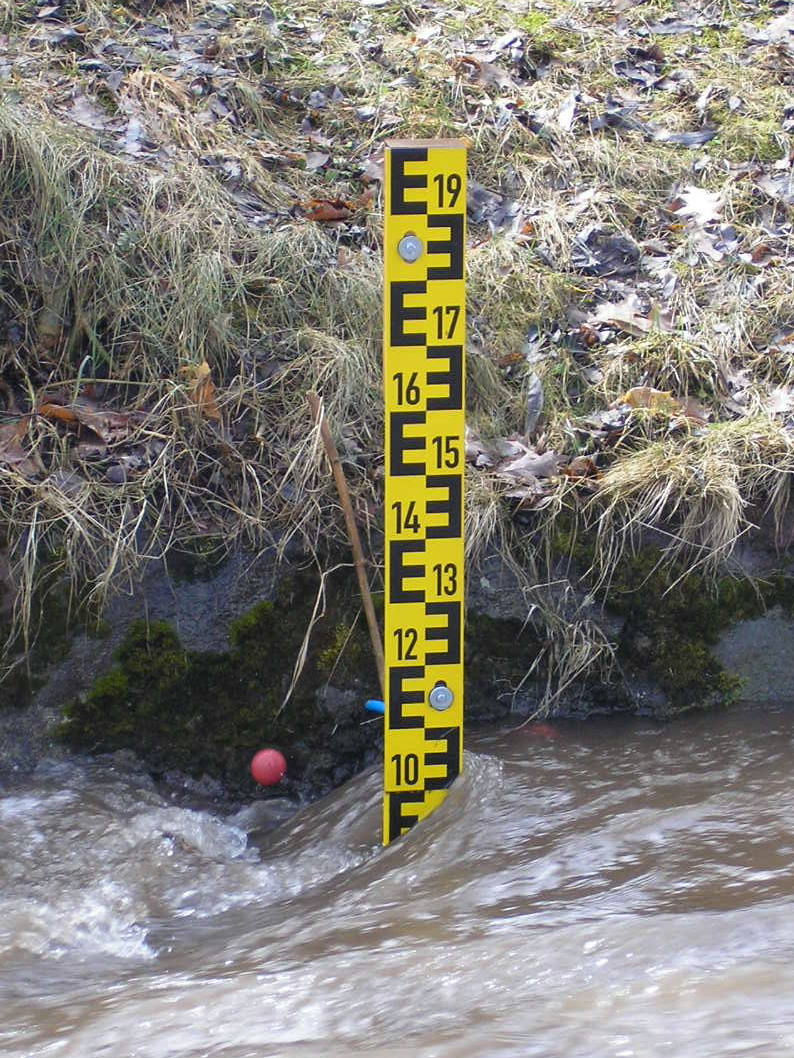
Der Ilmpegel bei 1,05 m an der Fischerhütte (Ilmenau) während des Hochwassers im Frühjahr 2006

Die Breite der Ilm ist vergleichsweise gering. Von nicht einmal 2 m im Oberlauf wächst sie auf nur 8–10 m an, um kurz vor der Mündung 15 m zu erreichen. Ihre Tiefe schwankt zwischen 10 und 80 cm. Bedingt durch den geologischen Untergrund ist das Wasser nährstoffreich und liegt im ph-Bereich um den Wert 7. Auencharakter und Beschattung durch Bäume behindern das Wachstum von Wasserpflanzen beträchtlich. Der Flussgrund wird aus Kieseln unterschiedlicher Größe, Felsgestein, teilweise auch Sand gebildet. Die durchschnittliche Abflussmenge von 6 m³/s kann bei Hochwässern deutlich überschritten werden. Die letzten verheerenden Ilmhochwasser fanden am 14. April 1994 und 1. Juni 2013 statt, als es nach langanhaltenden Niederschlägen zu starkem oberirdischem Abfluss kam. Die Ilm trat über die Ufer und überschwemmte weite Bereiche ihrer Aue und viele der darin gelegenen baulichen Anlagen.

### Gewässerfauna
Im klaren Wasser der Ilm sind Äschen, Bach- und Regenbogenforellen, Elritzen, Gründlinge, Schmerlen, Koppen, Flussbarsche, Plötze, Rotfedern, Döbeln und gelegentlich auch Aale zu finden.

## Namensherkunft
Der Flussname leitet sich möglicherweise vom althochdeutschen ilme (Ulme) ab. Als wahrscheinlicher wird jedoch eine vordeutsche Herkunft angesehen. Die Bezeichnung wäre also baltisch-keltischen Ursprungs und würde auf das litauische elmes (die Flüssigkeit, die den Leichen aus dem Mund kommt) zurückgeführt werden.

## Kulturgeschichte

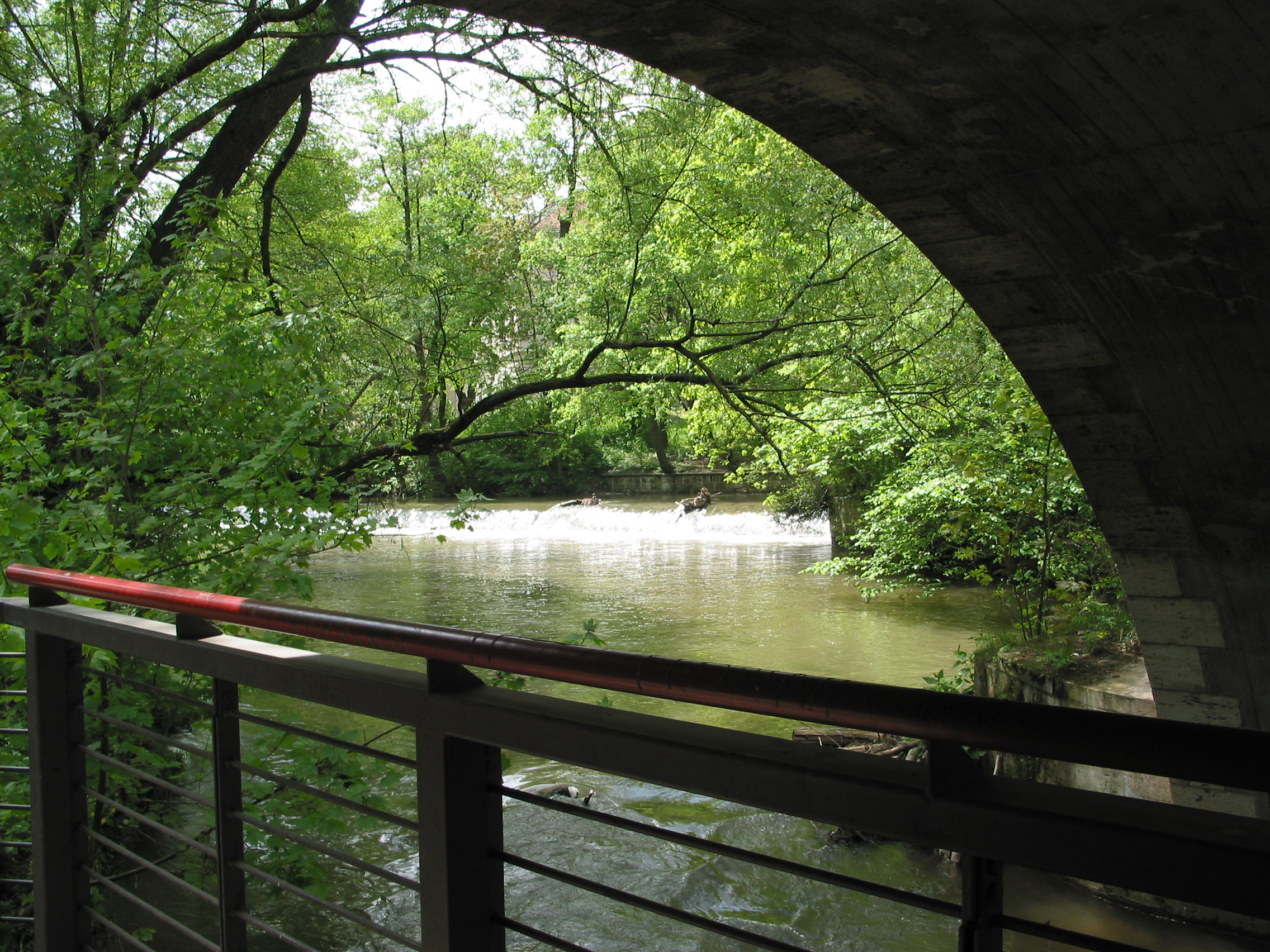
Ilm an der Weimarer Kegelbrücke

In Urkunden von 932 und 956 wurde das Gebiet, das der Ober- und Mittellauf der Ilm durchströmte, als Longawici-Gau, später auch Längwitzgau bezeichnet. Er reichte von der Gegend um Arnstadt mit der Käfernburg bis ins Schwarzatal hinein. Mit der Bezeichnung Lengwitzer Mauer für den südöstlichen Teil der Arnstädter Stadtmauer wurde die Erinnerung an dieses Gebiet erhalten. Bedingt durch die Germanisierung ab 804, änderte sich der Name Lengwitz in Ilm. Lediglich ihr Oberlauf Ilm behielt den alten (slawischen) Namen Lengwitz.
Die ersten Ortsgründungen im Ilmtal sind aus dem 9. Jahrhundert durch das Breviarium Sancti Lulli des Klosters Hersfeld überliefert. Damals wurde zunächst das untere Ilmtal rund um Apolda besiedelt, vereinzelt sind auch schon Orte am Mittellauf überliefert, etwa Dienstedt ab 842 und Weimar ab 899. Die Besiedlung des Oberlaufs begann im 11. Jahrhundert (Griesheim 1089), 1198 wurde Langewiesen erstmals erwähnt. Mit dem 13. Jahrhundert war die Besiedlung des Ilmtals abgeschlossen, abgesehen von Manebach und Stützerbach im Thüringer Wald.
Bemerkenswert ist, dass die Ilm bis 1945 als Grenzfluss einige Ortschaften teilte.
| Ort                          | links der Ilm                     | rechts der Ilm                       |
| ---------------------------- | --------------------------------- | ------------------------------------ |
| Stützerbach (bis 1945)       | Preußen                           | Sachsen-Weimar-Eisenach/Thüringen    |
| Manebach (bis 1920)          | Sachsen-Coburg und Gotha          | Sachsen-Weimar-Eisenach              |
| Gräfinau-Angstedt (bis 1920) | Schwarzburg-Rudolstadt (Gräfinau) | Schwarzburg-Sondershausen (Angstedt) |
| Kranichfeld (bis 1920)       | Sachsen-Meiningen                 | Sachsen-Weimar-Eisenach              |

Vielfältig war in vergangenen Zeiten der Nutzen, den die Anwohner aus der Ilm zogen. Neben der Fischerei, die sie ermöglichte, wurden durch sie zahlreiche Schneidemühlen, Papier- und Getreidemühlen, Hammer-, bzw. Pochwerke und Massemühlen betrieben. Daneben diente sie den Gerbern sowie Glashütten als Wasserspender.
Trotz ihrer Wasserarmut war die Ilm ein lange genutzter Verkehrs- und Wirtschaftsweg, vornehmlich zur Holzflößerei. Die dazu angelegten Teiche im Schortetal (Knöpfelstaler Teich) und der große Teich in Stützerbach dienten als Staubecken. Letzterer wurde zusätzlich zum Schutz vor Hochwasser und zur Lieferung von Aufschlagwasser für den Ilmenauer Bergbau genutzt. Heute existiert er nicht mehr. Verheerend waren die Schäden beim Bruch seines Deiches, der quer durch den Ort verlief.
In Ilmenau gab es lange Zeit nur zwei Brücken über die Ilm; die Tannenbrücke im Westen (Handelsstraße Erfurt–Nürnberg) und die Kienrußbrücke im Osten (Oehrenstöcker Straße). Heute gibt es in der Stadt mehrere Dutzend Brücken über den Fluss.
Am 29. Mai 1613 war die Ilm einer der Flüsse, die von der Thüringer Sintflut betroffen waren. Schwere Gewitter ließen damals in weiten Teilen Thüringens innerhalb weniger Stunden die Flüsse über die Ufer treten und verursachten dadurch große Schäden. So stieg in der Ortschaft Zottelstedt bei Apolda der Wasserspiegel der Ilm um sechs bis acht Meter und zerstörte das Dorf im Uferbereich fast vollständig. Auch in Weimar fielen 44 Häuser dieser Flut zum Opfer. Das letzte große Hochwasser ereignete sich im Frühjahr 1994 und betraf auch benachbarte Flüsse wie die Gera und die Saale.
In Ilmenau wurde während der Zeit des Bergbaus das Flussbett verlegt, um den Grundwasserspiegel zu senken.
In den Jahren der Industrialisierung entstanden an der Ilm eine Reihe von Betrieben, die aus ihr sowohl Brauchwasser bezogen, als auch Abwässer in sie einleiteten. Darunter Glashütten in Stützerbach und Ilmenau, eine Ilmenauer Farbfabrik und landwirtschaftliche Einrichtungen.

### Ilmtourismus

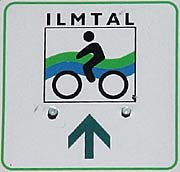
Logo des Ilmtal-Radwegs

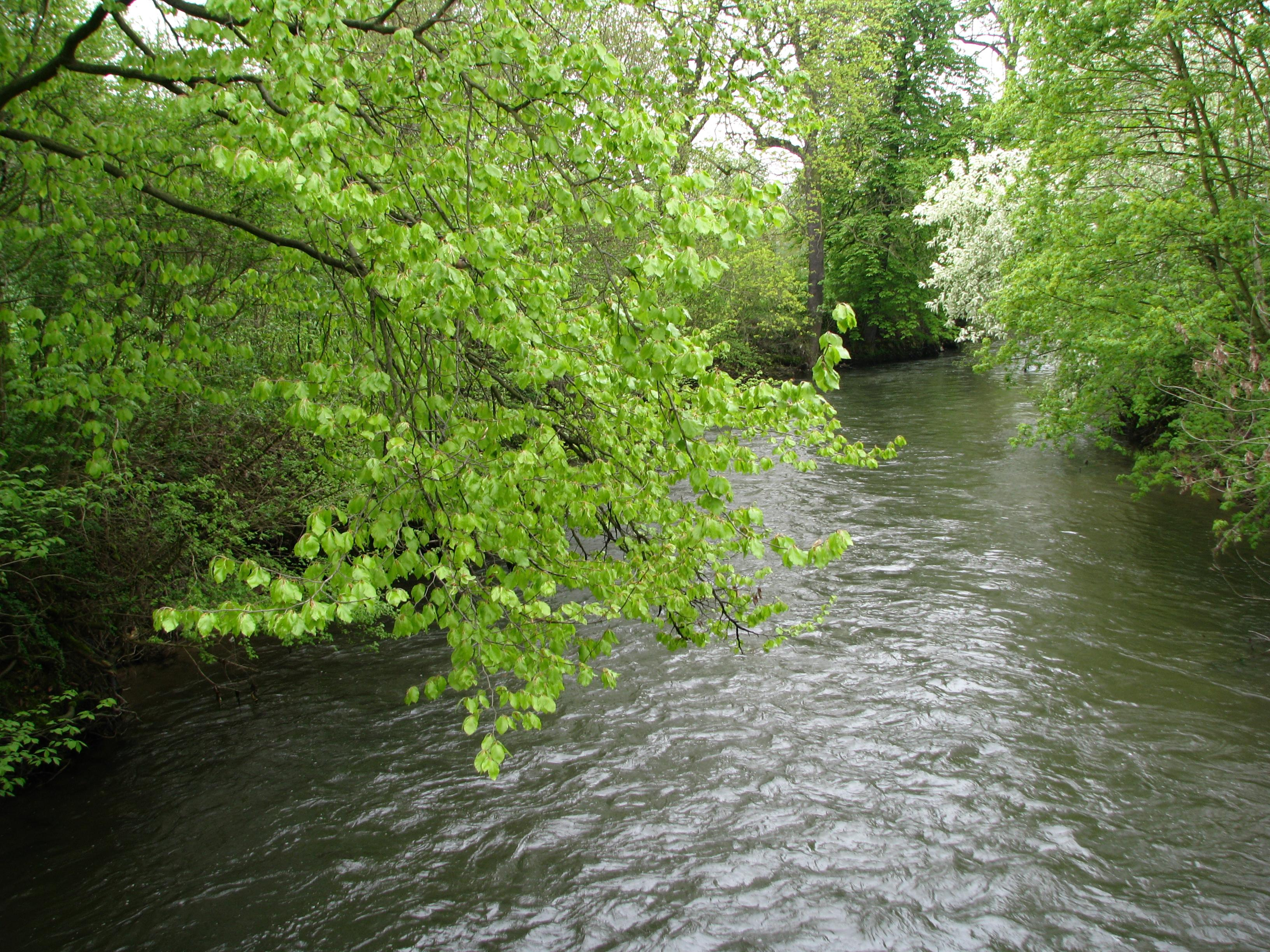
Die Ilm in Tiefurt bei Weimar

Entlang des gesamten Flussverlaufs wurde der Ilmtal-Radweg angelegt, der gute Bedingungen zum autoverkehrsarmen bzw. -freien Radwandern bietet. Der Radweg hat am Oberlauf Anschluss an den Rennsteig-Radwanderweg und an der Mündung an den Saale-Radweg.

### Die Ilm in der Dichtung
- Johann Wolfgang von Goethe / Friedrich Schiller:

Meine Ufer sind arm, doch höret die leisere Welle,
Führt der Strom sie vorbei, manches unsterbliche Lied.
- Johann Wolfgang von Goethe:

Main und Ilm (1826)
Großen Fluss hab ich verlassen,
Einem kleinen mich zu weihn; 
Sollte der doch eine Quelle 
Manches Guten, Schönen sein.
Die Ilme
Wenn der Ilme Bach bescheiden
Schlängelnd still im Tale fließt,
Überdeckt von Zweig und Weiden
Halb versteckt sich weiter gießt,
Hört er öfter mal die Flöte
Seiner Dichter treu und gut
Wenn der Glanz der Morgenröte
Auf den sanften Wellen ruht.
Vieles ist an mir entsprungen,
Manches ward euch dargebracht,
Und so ist es mir gelungen,
Dass man mich zum Flusse macht.
Will ein Reisender mich sehen
Wie die Donau, wie den Rhein,
Ich versteck’ mich, lass ihn gehen,
Denn ich bin doch gar zu klein.
Auftritt der Ilm im Maskenzug am 18. 12. 1818 in Weimar zu Ehren der Mutter der Kaiserin von Russland
Droben hoch an meiner Quelle
Ist so manches Lied entstanden
Das ich mit bedächt'ger Schnelle
Hingeflößt nach allen Landen.

## Verkehr

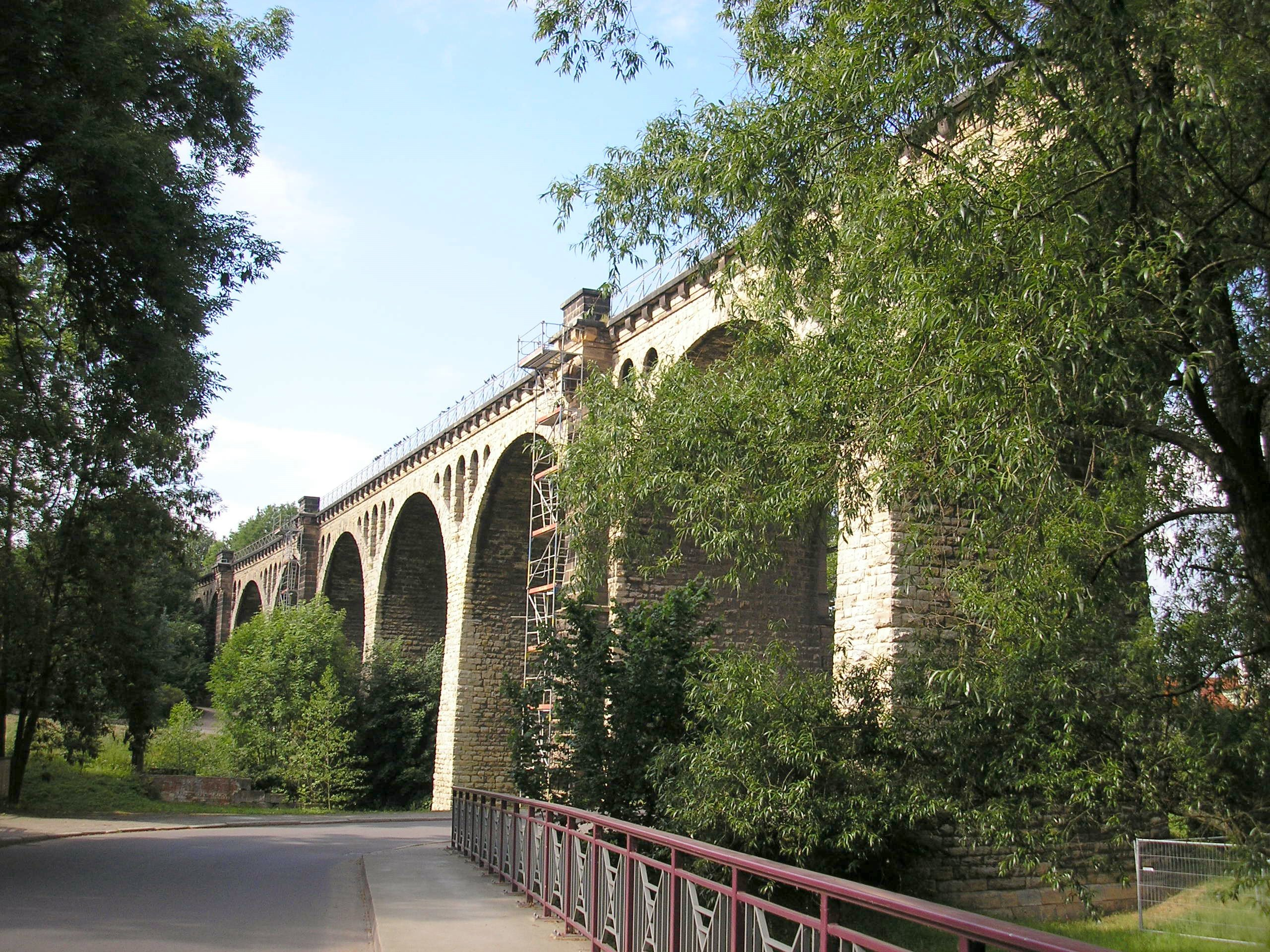
Ilmviadukt in Stadtilm

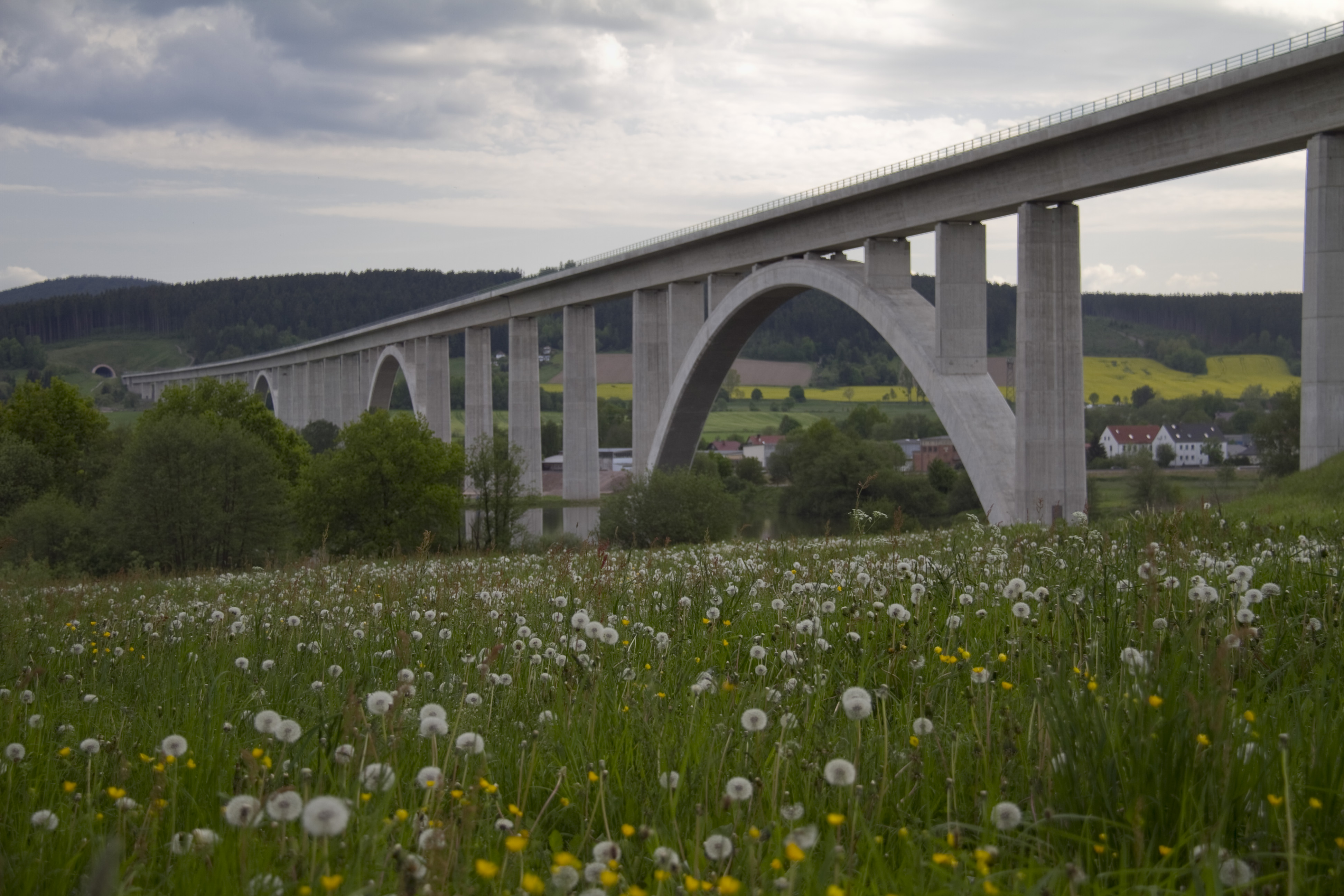
Ilmtalbrücke bei Langewiesen

Das Ilmtal wurde schon seit der Besiedlung der Region als Verkehrsader genutzt. Die beiden wichtigsten Verkehrswege entlang der Ilm sind die Bundesstraße 87 von Ilmenau über Apolda nach Naumburg und seit 1846 die Thüringer Bahn, die von Weimar bis zur Mündung in die Saale das Ilmtal begleitet und eine wichtige Verbindung im deutschen Eisenbahnnetz darstellt.
Ansonsten verlaufen nur kürzere Abschnitte von Bahnstrecken und Bundesstraßen durchs Ilmtal. Im Raum Ilmenau sind dies die Bundesstraße 4 von Ilmenau bis Stützerbach sowie die Bundesstraße 88 von Ilmenau bis Langewiesen und parallel dazu die Rennsteigbahn bzw. die Bahnstrecke Ilmenau–Großbreitenbach. Im Raum Weimar verlaufen die Ilmbahn zwischen Kranichfeld und Hetschburg und die Bahnstrecke Weimar–Gera zwischen Weimar und Mellingen im Tal des Flusses. Im Gegensatz zu den meisten anderen großen Flusstälern Thüringens kam der Bau einer durchgehenden Bahnstrecke entlang der Ilm nie zustande, da es bis zur Gründung Thüringens 1920 durch zahlreiche Landesgrenzen zerschnitten war und sich mit Ausnahme Weimars keine größere Stadt im Tal befand. So verlagerte sich der Verkehr mit der Eisenbahn auf die beiden benachbarten Täler der Gera im Westen und der Saale im Osten.
Das Tal wird von drei großen Eisenbahnbrücken überquert. Die erste unter ihnen war der 1876 eröffnete Ilmviadukt (155 m lang) der Bahnstrecke Weimar–Gera. 1894 folgte der Ilmviadukt (200 m lang) der Bahnstrecke Arnstadt–Saalfeld und zwischen 2007 und 2010 die Ilmtalbrücke der Schnellfahrstrecke Nürnberg–Erfurt bei Langewiesen, die mit 1681 m die längste Brücke Thüringens ist. Weitere bekannte Brücken über die Ilm sind die Sternbrücke in Weimar (Steinbögen) sowie die überdachte Holzbrücke in Buchfart aus dem Jahr 1613. Mit der Ilmbrücke bei Mellingen überquert die Bundesautobahn 4 das Ilmtal.